# Lijst van Duitse spoorwegmaatschappijen
Hieronder volgt een lijst van Duitse spoorwegmaatschappijen.
Zie ook: Lijst van spoorwegmaatschappijen

## Spoorwegmaatschappijen van deDeutsche Bahn
- DB Fernverkehr
  - DB AutoZug
  - CityNightLine
  - Metropolitan
- DB Regio
  - DB Regionalbahn Rhein-Ruhr
  - DB Regionalbahn Schleswig-Holstein
  - DB Regio NRW GmbH
  - Elbe-Saale-Bahn (Magdeburg)
  - Usedomer Bäderbahn
  - SBG SüdbadenBus GmbH
- DB Stadtverkehr GmbH
  - S-Bahn Berlin GmbH
  - S-Bahn Hamburg GmbH
  - S-Bahn Hannover
  - S-Bahn München
- DB Schenker Rail (voorheen Railion Deutschland)
- Thalys International

### DB Netze
In tegenstelling tot de Nederlandse situatie waar de spoorinfrastructuur onder een aparte overheidsorganisatie (ProRail) valt, is de spoorinfrastructuur van DB Netze in Duitsland binnen de DB AG-groep gebleven. Bij sommige regionale spoorlijnen die niet door de DB worden geëxploiteerd, is ook de spoorinfrastructuur in handen van de betreffende spoorwegmaatschappijen.

## Spoorwegmaatschappijen vanTransdev GmbH
- Bayerische Oberlandbahn (BOB), Holzkirchen
  - Meridian, een merknaam van BOB
- Bayerische Regiobahn (BRB), Holzkirchen
- NordWestBahn (NWB), Osnabrück; vanaf eind 2017 100% dochteronderneming van Transdev
  - Regio-S-Bahn Bremen/Niedersachsen (RS)
- Transdev Mitteldeutschland, Chemnitz
  - Rijdend onder de naam Mitteldeutsche Regiobahn (MRB) in opdracht van BOB
- Transdev Regio Ost, Leipzig
  - Rijdend onder de naam Mitteldeutsche Regiobahn (MRB)
- Transdev Rheinland, Aken
  - Rheinische Bergische Eisenbahn-Gesellschaft (RBE), merknaam van Transdev Rheinland
- Transdev Sachsen-Anhalt, Halberstadt
  - HarzElbeExpress (HEX)
  - Harz-Berlin-Express (HBX)
- trans regio Deutsche Regionalbahn, Koblenz
- Württembergische Eisenbahn-Gesellschaft (WEG), Waiblingen

## Spoorwegmaatschappijen vanNetinera
Tot maart 2011 bekend als Arriva Deutschland GmbH
- Prignitzer Eisenbahn (PEG)
  - Ostdeutsche Eisenbahn (ODEG) (50%)
- Osthannoversche Eisenbahnen AG (OHE) (87,51%)
  - erixx
  - NiedersachsenBahn GmbH (60%)
    - Metronom Eisenbahngesellschaft
      - Enno Eisenbahngesellschaft
- Regentalbahn AG
  - Die Länderbahn GmbH DLB
    - Alex
    - Trilex
    - Oberpfalzbahn
    - Vogtlandbahn
    - Waldbahn
    - Berchtesgadener Land Bahn (50%)

  - Vlexx

## Overig

### A
- Ahaus-Alstätter Eisenbahn GmbH (AAE)
- Ahaus-Enscheder Eisenbahn (AEE)
- AKN Eisenbahn AG (AKN) (Eisenbahn Altona-Kaltenkirchen-Neumünster) (personen- en goederenvervoer)
- Albtal-Verkehrs-Gesellschaft (AVG) (Regionalstadtbahn, bedrijfs- en goederenvervoer in de Regio Karlsruhe en Heilbronn)
- Anhaltische Bahn GmbH (Dessau)
- Ankum-Bersenbrücker Eisenbahn GmbH (alleen goederenvervoer)
- Arco Transportation GmbH Elsteraue
- Augsburger Localbahn GmbH (AL) (alleen goederenvervoer)

### B
- Bahnbetriebsgesellschaft Stauden mbH (Augsburg)
- Bahnen der Stadt Monheim GmbH (BSM) (alleen goederenvervoer)
- Bahngesellschaft Waldhof AG (Mannheim)
- BASF AG, Servicecenter Railway (Ludwigshafen)
- Bayerische Zugspitzbahn
- BayernBahn
- Bayernhafen Gruppe (Hafenbahnen)
  - Havenspoorlijn Aschaffenburg
  - Havenspoorlijn Bamberg
  - Havenspoorlijn Nürnberg en Roth
  - Havenspoorlijn Regensburg
  - Havenspoorlijn Passau
- BEHALA Berliner Hafen- und Lagerhausbetriebe (alleen goederenvervoer)
- Bentheimer Eisenbahn AG (BE)
- Berliner Parkeisenbahn
- BeNEX GmbH
  - Abellio Rail Mitteldeutschland GmbH
  - Westfalenbahn
- Bocholter Eisenbahngesellschaft mbH
- Bodensee-Oberschwaben-Bahn GmbH & Co. KG (BOB)
- Borkumer Kleinbahn und Dampfschiffahrt GmbH (BKD)
- BoxXpress.de GmbH (Hamburg)
- Breisgau-S-Bahn GmbH (BSB; Freiburg im Breisgau)
- Bremen-Thedinghauser Eisenbahn GmbH (BTE) (alleen goederenvervoer)
- Bremische Hafeneisenbahn
- Brohltalbahn
- BSB-Saugbagger & Zweiwegetechnik GmbH & Co. KG
- BVO Bahn GmbH (Smalspoorlijnen in Saksen), vanaf 9 mei 2007 Sächsische Dampfeisenbahngesellschaft
  - Fichtelbergbahn
  - Lößnitzgrundbahn
  - Weißeritztalbahn
- Butzbach-Licher Eisenbahn AG

### C–D
- Cantus Verkehrsgesellschaft mbH (Kassel)
- CFL Cargo Deutschland GmbH
- Chiemgauer Lokalbahn Betriebsgesellschaft mbH
- Chiemsee-Bahn Feßler & Cie.
- City-Bahn Chemnitz GmbH
- CTL Rail GmbH (Hamburg) (dochteronderneming van Chem Trans Logistic, Warschau)
- D & D Eisenbahngesellschaft mbH (Hagenow)
- Delmenhorst-Harpstedter Eisenbahn GmbH (DHE) (alleen goederenverkeer)
- Deutsche Museums-Eisenbahn GmbH (DME)
- Döllnitzbahn GmbH (Mügeln)
- Dortmund-Märkische Eisenbahn GmbH (DME) (tot 11 december 2004)
- Duisport rail GmbH
- Dürener Kreisbahn GmbH (DKB)

### E
- EfW - Verkehrsgesellschaft mbH (EfW, Frechen)
- Eggegebirgsbahn GmbH (Altenbeken)
- Eisenbahnbau- und Betriebsgesellschaft Pressnitztalbahn mbH (Press)
- Eisenbahnen und Verkehrsbetriebe Elbe-Weser GmbH – EVB – (personen- en goederenverkeer)
- Eisenbahn und Häfen GmbH (Duisburg)
- Eisenbahnbetriebe Mittlerer Neckar GmbH (EMN) (Kornwestheim)
- Eisenbahn - Betriebsgesellschaft Neckar - Schwarzwald - Alb mbH (NeSA, Rottweil)
- Eisenbahnbewachungs-GmbH (EBW, Dachau, Würzburg)
- Eisenbahngesellschaft Potsdam mbH (EGP)
- Eisenbahninfrastrukturgesellschaft Aurich – Emden mbH (EAE)
- Elektrische Bahnen der Stadt Bonn und des Rhein-Sieg-Kreises (SSB)
- Emsländische Eisenbahn GmbH (alleen goederenverkeer)
- Erfurter Bahn GmbH (EIB) (Personen- en goederenverkeer)
- Erms-Neckar-Bahn Eisenbahninfrastruktur AG (Bad Urach)
- ERS Railways GmbH (Hamburg, Frankfurt)
- EUREGIO Verkehrsschienennetz GmbH (Stolberg)
- Euregiobahn
- Eurobahn Keolis GmbH & Co KG (Personenverkeer in Nedersaksen, Noordrijn-Westfalen, Rijnland-Palts en Saksen)

### F–G
- Feld- und Kleinbahn Betriebsgesellschaft GmbH

- Flensburg-Express (FLEX) (Personenafstandsverkeer in Noord Duitsland, faillissement 2003)
- Frankfurt-Königsteiner Eisenbahn AG
- Frankfurter Hafenbahn
- Freiberger Eisenbahngesellschaft mbH
- Georg Verkehrsorganisation GmbH (GVG) (Internationaal nachtverkeer)
- Georgsmarienhütten-Eisenbahn und Transport GmbH
- Gleiskraft GmbH
- Groß Bieberau-Reinheimer Eisenbahn GmbH (alleen goederenvervoer)

### H
- Häfen und Güterverkehr Köln AG (HGK) (alleen goederenverkeer)
- Hafen- und Bahnbetriebe der Stadt Krefeld (alleen goederenverkeer)
- Hamburger Hafenbahn
- Hamburger Hochbahn AG (HHA)
- Hafenbahn der Hafen Hamm GmbH (alleen goederenverkeer)
- Harzer Schmalspurbahnen GmbH (HSB)
- Havelländische Eisenbahn AG (hlve) (alleen goederenvervoer)
- Heavy Haul Power International GmbH (HHPI)
- Hellertalbahn GmbH (Personennahverkehr in Rijnland-Palts/Hessen/Noordrijn-Westfalen)
- Hersfelder Eisenbahn GmbH
- Hessische Güterbahn GmbH (alleen goederenverkeer)
- Hessische Landesbahn GmbH (personen- en goederenverkeer in Hessen)
  - HLB Hessenbahn GmbH
  - HLB Basis AG (Infrastructuur)
- Hochwaldbahn Servicegesellschaft mbH
- Hohenzollerische Landesbahn AG (HzL) (in Baden-Württemberg)
- Hupac Deutschland GmbH
- Hümmlinger Kreisbahn

### I–K
- Ilmebahn GmbH (ILM) (alleen goederenvervoer)
- Infraleuna GmbH (Leuna)
- Inselbahn Langeoog (Schifffahrt der Inselgemeinde Langeoog)
- Industrie Transportgesellschaft mbH (ITB, Brandenburg)
- ITL Eisenbahngesellschaft mbH (goederenvervoer, zetel in Dresden)
- Kahlgrund Verkehrs-GmbH
- Karsdorfer Eisenbahngesellschaft (KEG, insolvent)
- Kassel-Naumburger Eisenbahn AG
- Keolis GmbH & Co. KG, Mainz
- Kölner Verkehrs-Betriebe AG (KVB) Stadtbahn Köln op spoorlijnen
- Kreisbahn Mansfelder Land GmbH (KML)
- Kreisbahn Siegen-Wittgenstein GmbH

### L–M
- Landesnahverkehrsgesellschaft Niedersachsen mbH (LNVG)
- Lappwaldbahn GmbH (Weferlingen)
- LDS GmbH - Logistik Dienstleistungen & Service (Eutin)
- Leipziger Eisenbahnverkehrsgesellschaft mbH (LEG)
- Lüchow-Schmarsauer Eisenbahn GmbH
- Lokomotion Gesellschaft für Schienentraktion mbH
- Lotrac Eisenbahnverkehrsunternehmen GmbH (Eisenach)
- Märkische Verkehrsgesellschaft (Lüdenscheid)
- Mecklenburgische Bäderbahn Molli GmbH & Co KG (smalspoorbaan)
- Meppen-Haselünner Eisenbahn (MHE)
- MEV Eisenbahn- Verkehrsgesellschaft mbH
- mgw Service GmbH & Co KG Kassel
- Mindener Kreisbahnen GmbH (MKB) (alleen goederenverkeer)
- Mittelweserbahn GmbH
- Muldental - Eisenbahnverkehrsgesellschaft mbH (MTEG)

### N
- Neukölln-Mittenwalder Eisenbahn-Ges. AG (NME) (alleen goederenvervoer)
- Neusser Eisenbahn
- Niederrheinische Verkehrsbetriebe AG (NIAG) (alleen goederenvervoer)
- nordbahn Eisenbahngesellschaft mbH
- Nordbayerische Eisenbahngesellschaft mbH (NbE)
- Norddeutsche Eisenbahngesellschaft mbH (neg)
- Nordic Rail Service GmbH (NRS)
- Nordfriesische Verkehrs-AG (NVAG) Insolvenz (2003)
- Nordseebahn, Bremerhaven - Cuxhaven, Samenwerkingsverband DB Regio AG en EVB GmbH (2003-2011)

### O–P
- Oberrheinische Eisenbahn-Gesellschaft (nu MVV OEG AG)
- Ortenau-S-Bahn GmbH (Offenburg)
- PBSV GmbH Magdeburg (goederenvervoer)

### R
- Rail Center Nürnberg GmbH & Co. KG
- Rail4chem
- Regiobahn GmbH – Regionale Bahngesellschaft Kaarst-Neuss-Düsseldorf-Erkrath-Mettmann-Wuppertal mbH (Mettmann)
- Regionalbahn Kassel GmbH
- Rent-a-Rail AG (RAR)
- Rhein-Haardtbahn GmbH (RHB) (Elektrischer Betrieb)
- Rhein-Neckar-Verkehr GmbH (RNV)
- Rhein-Sieg-Eisenbahngesellschaft mbH (RSE) (Bonn)
- Rhein-Sieg-Verkehrsgesellschaft mbH (RSVG)
- Rhenus Veniro GmbH & Co KG
- Rinteln-Stadthagener Verkehrs GmbH (RStV) (alleen ggoederenvervoer)
- Rügensche Kleinbahn GmbH & Co
- Röbel-Müritz-Eisenbahn GmbH
- RuhrtalBahn Betriebsgesellschaft mbH
- Rurtalbahn GmbH & Co KG (voorheen Dürener Kreisbahn GmbH)

### S
- Saarbahn GmbH
- Sächsische Dampfeisenbahngesellschaft mbH
- Sächsisch-Böhmische Eisenbahngesellschaft
- Sächsisch-Oberlausitzer Eisenbahn-GmbH (Zittauer smalspoorlijn) (SOEG)
- SBB GmbH (Konstanz)
- Schleswig-Holstein-Bahn GmbH (SHB)
- Schweizerische Bundesbahnen GmbH (SBB GmbH)
- Seehafen Kiel GmbH & Co KG (SK)
- Städtische Eisenbahn Krefeld (Haven- en Industriespoor)
- Städtische Werke Krefeld AG – Krefelder Eisenbahn (SWK Mobil GmbH)
- Stadtwerke Leer GmbH (Havenbedrijf)
- Spitzke Logistik GmbH
- Strausberger Eisenbahn GmbH (STE) (elektrische Straßenbahn)
- Süd-Thüringen-Bahn GmbH (STB)
- Südharzeisenbahn GmbH
- Südwestdeutsche Verkehrs AG (SWEG), voorheen Südwestdeutsche Eisenbahn-Gesellschaft (Personenverkeer in Baden)

### T–U
- Tegernsee-Bahn Betriebsgesellschaft mbH
- Teutoburger Wald-Eisenbahn
- Thüringer Eisenbahn GmbH
- trans regio Deutsche Regionalbahn GmbH (personenverkeer in Noordrijn-Westfalen / Rheinland-Pfalz)
- Transport und Logistik AG insolvent
- Trossinger Eisenbahn
- TX Logistik
- Unisped (Rangeeractiviteiten in Zuidwest-Duitsland, dochteronderneming van Wincanton)

### V
- vectus Verkehrsgesellschaft mbH
- Verden-Walsroder Eisenbahn GmbH (VWE) (alleen goederenverkeer)
- Verkehrsbetriebe Grafschaft Hoya GmbH (VGH) (alleen goederenverkeer)
- Verkehrsbetriebe Extertal - Extertalbahn GmbH (VBE) (alleen goederenverkeer)
- Verkehrsbetriebe Kreis Plön GmbH
- Verkehrsbetriebe Peine-Salzgitter GmbH
- Verkehrsgesellschaft Dormagen mbH (industriespoor Zons-Nievenheim)
- VLO Verkehrsgesellschaft Landkreis Osnabrück GmbH (alleen goederenverkeer)
- Verkehrsverband Hochtaunus (VHT) (infrastructuuronderneming)
- VIAS GmbH (Odenwaldbahn)
- Vorwohle-Emmerthaler Verkehrsbetriebe GmbH (VEV)
- Volkswagen-Transport GmbH & OHG (VWT) - standplaats Wolfsburg
  - werkbahn - Emden
  - werkbahn - Wolfsburg
- Vulkan-Eifel-Bahn Betriebsgesellschaft mbH

### W–Z
- Wanne-Herner Eisenbahn und Hafen GmbH
- Wedler & Franz Lokomotivdienstleistungen GbR (WFL Potsdam]
- Weserbahn GmbH
- Westerwaldbahn des Kreises Altenkirchen GmbH (WEBA)
- Westfälische Almetalbahn GmbH (Altenbeken)
- Westfälische Verkehrsgesellschaft mbH (WVG) 
  - Regionalverkehr Münsterland GmbH (Rheine)
  - Regionalverkehr Ruhr-Lippe GmbH (RLG) (alleen goederenvervoer)
  - Verkehrsgesellschaft Kreis Unna mbH (VKU)
- Westfälische Landeseisenbahn GmbH (WLE) (goederenvervoer in omgeving Lippstadt in Noordrijn-Westfalen)
- Westfalenbahn GmbH (Bielefeld)
- H.F. Wiebe GmbH & Co. KG
- Zweckverband ÖPNV im Ammertal (Tübingen) (openbaar regionaal vervoer Vogtland)
- Wincanton Rail GmbH (WRS) (Güterverkehr) (St. Ingbert, Saarland)
- Württembergische Eisenbahn-Gesellschaft (WEG)
- Zweckverband Schönbuchbahn (Dettenhausen)
- Zweckverband Verkehrsverband Wieslauftalbahn (Rudersberg)

## Voormalige spoorwegmaatschappijen
- Abellio GmbH
  - Abellio Rail NRW GmbH (Essen)
  - Abellio Rail Baden-Württemberg GmbH (Stuttgart)
- Altona-Kieler Eisenbahn-Gesellschaft (AKE)
- Apenrader Kreisbahn
- Königlich Bayerische Staatsbahn (K.Bay.Sts.B.)
- Königlich Sächsische Staatseisenbahnen (K.Sächs.Sts.E.B.)
- Königlich Württembergische Staats-Eisenbahnen (K.W.St.E.)
- Kleinbahn Ihrhove-Westrhauderfehn (KIW)
- Kreisbahn Aurich GmbH (LAW)
- Kreisbahn Emden-Pewsum-Greetsiel (EPG)
- Kreisbahn op Alsen na 1920 Amtsbanerne på Als (ABA) (Denemarken)
- EuroTurbo GmbH
- FLEX AG
- Großherzogliche Badische Staatsbahn
- Großherzoglich Mecklenburgische Friedrich-Franz-Eisenbahn (MFFE)
- Großherzoglich Oldenburgische Eisenbahn (GOE)
- Jever-Carolinensieler Eisenbahngesellschaft
- Preußische Staatseisenbahnen (vaak foutief aangeduid als KPStEV of KPEV)
- Reicheisenbahn Elsaß-Lothringen
- Lokalbahn AG (LAG)
- Eisenbahngesellschaft für Deutsch-Ostafrika
- Otavi Minen und Eisenbahngesellschaft (OMEG)
- Deutsche Reichsbahn (DRG)
- Deutsche Reichsbahn der DDR (DR)
- Deutsche Bundesbahn (DB)
- Köln-Krefelder Eisenbahn-Gesellschaft
- Nord-Ostsee-Bahn (NOB)